# 查爾斯·詹姆士·福克斯
查爾斯·詹姆士·福克斯（英語：Charles James Fox，1749年1月24日—1806年9月13日），英國輝格黨資深政治家，自18世紀後期至19世紀初年任下議院議員長達38年之久，是皮特擔任首相期間的主要對手。父親同為輝格黨員的福克斯，年僅19歲的時候就已經打破議會規例晉身下院。他的早期言論及主張雖然傾向保守，但很快就隨著美國獨立戰爭的爆發，以及受埃德蒙·伯克的影響而愈趨激進，其激進程度在當時的英國議會中可謂無人可及。
福克斯在美國獨立戰爭期間曾大力譴責策劃派兵鎮壓革命的首相諾斯勳爵及英皇喬治三世；至於在法國大革命及隨後的日子，他亦對革命予以支持和肯定，並極力反對英國政府對法國作戰，以及對國民實施的一系列戰時高壓政策。相反，他的黨友伯克在法國大革命爆發後卻變得保守，兩人出現分歧，最終更以割席收場。另一方面，福克斯在議會中積極提倡政治改革、宗教容忍，此外又努力捍衛自由和少數異見人士的權益，到晚年還推動廢除奴隸貿易，頗受稱譽，對當時的政治發展具啟發性影響。
然而，由於意見相左，再加上生活相當不檢，福克斯長年被喬治三世敵視，兩人關係惡劣，而喬治三世還認定其長子威爾斯親王喬治因福克斯的影響而變得奢侈放縱，結果多次堅拒及阻止福克斯出仕。福克斯從政40年，僅曾三次短暫地在內閣供職。在1782年3月，福克斯首次被委任到羅金漢侯爵內閣，出任英國歷史上首任外交大臣，但在任僅約四個月就因為首相換人而辭職。到1783年4月，福克斯成功與政敵諾斯勳爵合組「福克斯-諾斯聯盟」，再次出任外交大臣一職，但政府到同年12月被喬治三世強行解散而下野。歷經約23年後，福克斯才於1806年被委任到「賢能內閣」供職，並第三度任外相。他作為重要政治人物，卻長年處於在野狀態，實屬罕見。可是，他的第三段外相任期亦不長久，在任約七個月就因病死於任內。福克斯死時甚受國民愛戴，身後因此獲葬於倫敦西敏寺。

## 生平

### 早年生涯
查爾斯·詹姆士·福克斯在1749年1月24日生於倫敦西敏的干讀道九號（9 Conduit Street），是亨利·福克斯，第一代霍蘭勳爵（1705年－1774年）及其妻卡羅琳·倫諾克斯女爵所生的第三子，母親卡羅琳是里奇蒙公爵的其中一名女兒，也是查理二世之曾孫女。不幸的是，福克斯二哥死於夭折，至於兄長斯蒂芬·福克斯（1745年－1774年）後來在1774年繼承父親為第二代霍蘭勳爵，但旋於同年卒故。此外，他還有一名胞弟名亨利·愛德華·福克斯（1755年－1811年）為著名英國陸軍將領。
霍蘭勳爵對兒子寵愛有加，有說福克斯小時曾想把父親的錶擲到地上，他對之毫不責備，並讓兒子隨便把錶擲得毀爛。又有一次，據悉他答應讓福克斯看著工人們將一道牆壁拆掉，但福克斯還未看，工人便已把牆壁拆光。為了不讓兒子掃興，他竟著令工人們重新建過另一道牆，然後再在兒子面前拆掉。此外，霍蘭勳爵又讓兒子自行選擇心儀的學校，這使得福克斯年幼時選擇入讀倫敦旺茲沃思（Wandsworth）一所由法國人開辦的學校。到1757年，他轉讀著名寄宿學校伊頓公學，並在校內對文學產生濃厚興趣。在1761年，尚在求學的福克斯曾被父親帶回倫敦，參觀喬治三世的加冕大典。不久以後，他於1763年隨父親到歐洲大陸到處遊歷，曾到訪過法國巴黎及比利時的斯帕等地，他在外地結識過不少品流複雜的人士，在父親容許下灑錢賭博，而且還年僅14歲就與女人發生性行為。福克斯在同年返回伊頓復學，但因為在歐陸染雜放蕩的生活習慣而在校內頗受非議，這些經歷使他在日後還變得嗜賭、沉迷女色及熱衷追逐外國時尚。
福克斯在1764年10月升讀牛津大學赫特福德學院，除了研讀經典文學外，還涉獵不少數學學科，另外，他又對拉丁文、希臘文、意大利文及法文等有一定研究。不過，福克斯在牛津的時間不長，最終亦沒有正式從牛津大學畢業。相反，他鍾情於遊歷歐洲大陸，並在1767年隨父前往法國，流連在巴黎沙龍，廣結朋友，並曾與不少巴黎社交界的知名人物如伏爾泰、愛德華·吉本和拉法耶特侯爵等等見面。福克斯在那裡過著寫意的生活，在巴黎的馬場更與朋友合養了數隻馬匹。

### 投身政治

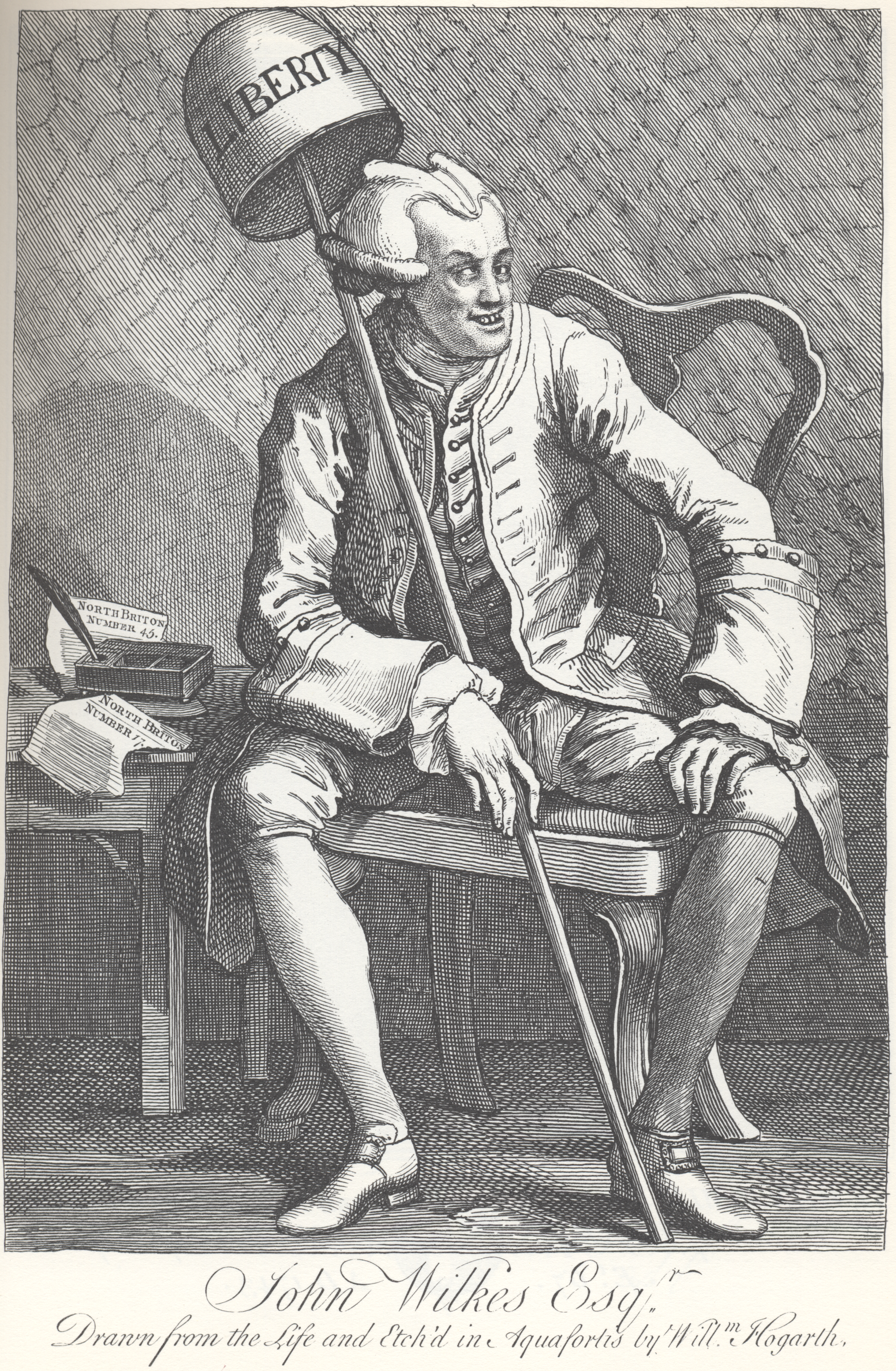
福克斯早年並不支持立場激進的下院議員約翰·威爾克斯。

在得到父親的安插下，福克斯在1768年大選中買得下議院西薩克斯郡的米德赫斯（Midhurst）選區議席，當年年僅19歲，未符議員的年齡最低要求，但他仍照樣成為下院議員。自1768年至1774年期間，福克斯踴躍在下院發言，前後多達254次，儘管言論遠較後期溫和，但仍使他成為一位備受矚目的演講者。在議會中，他先後表態支持輝格黨的格拉夫頓公爵政府（1768年－1770年）及之後由諾斯勳爵領導的托利黨政府（1770年－1782年），期間在1769年發生的下院米德爾塞克斯選舉爭議中，福克斯高調宣稱代表下院發言，並極力否認激進派候選人約翰·威爾克斯的當選有效，這使他一度在民間形象低落；後於1772年，他又支持檢控倫敦市市長布拉斯·克勞士貝（Brass Crosby），指克勞士貝鼓勵非法印製議會會議記錄，從而引發聲援克勞士貝的暴力示威，在一連串的混亂事件中，福克斯與首相諾斯勳爵曾遭暴徒襲擊，更被推倒泥濘之中。
儘管身為諾斯勳爵的支持者，但福克斯在1770年至1774年間的政途並不暢順。首先在1770年2月，他獲諾斯委任為海軍部委員會委員，但旋於同月15日因為反對政府的《皇家婚姻法案》而宣佈辭職，理由是有關法案可能會使其父母婚姻的認受性存疑。直到1772年12月28日，諾斯勳爵委任福克斯到財政部委員會供職，但福克斯到1774年2月卻因為不滿政府無力阻止民間印製和派發議會辯論記錄而請辭。除此之外，福克斯一家當時亦不滿諾斯沒有將其家族擁有的男爵爵位晉為伯爵爵位，所以使兩方存有嫌隙。然而，福克斯多次請辭的舉動很快就引起宮廷的關注，而英皇喬治三世還認定福克斯輕率處事，隨便辭職，再加上他聲名狼藉的道德操守，喬治三世認為福克斯不可信任之餘，亦不能勝任國家大事。

### 美國革命
自1774年以後，隨著父親的去世，使福克斯出現變化。受到他的前輩及在議會的提攜人埃德蒙·伯克影響，以及受北美洲殖民地發生的一連串事件啟發，福克斯開始重新為自己的政治立場定位，罷脫過往毫無固定立場可言的家族式政治意識，轉而加入輝格黨內由以羅金漢侯爵為首的羅金漢派系。

在這個時期開始，福克斯開始在議會大力以諾斯勳爵和政府對美國獨立戰爭的處理手法為謾罵對象，在議會幾乎成為抨擊諾斯政府最厲害的一位。在1775年，他更在下院譴責諾斯勳爵是：
|  | 一敗塗地的舵手，將國家帶到如斯險境……查塔姆勳爵、普魯士國王、甚至是亞歷山大大帝，他們沒有一位所攻佔得的領土面積，比這位尊貴勳爵失去的領土要多——他失去的是一個洲的領土。 |

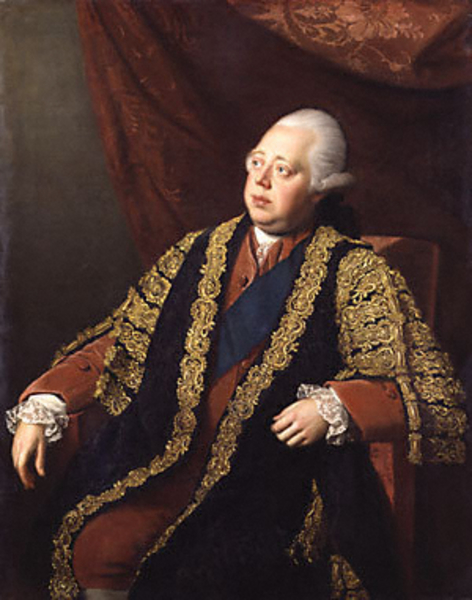
福克斯在美國獨立戰爭期間大力譴責首相諾斯勳爵。

福克斯本身曾間中與托馬斯·傑佛遜接觸，亦在巴黎見過班傑明·富蘭克林。他相信英國根本很難有希望再鎮壓北美殖民地，並認為當地之所以爆發革命，是因為專橫而不問責的英國政府苛政連年，才會使當地人民爭取自由，起而反抗。在這個時期開始，福克斯和他的支持者還經常穿著暗黃色及藍色的衣服，這兩種顏色正好用於喬治·華盛頓的革命軍服裝，以示福克斯對他們的認同。至於福克斯的朋友卡萊爾伯爵甚至形容到，英國政府每次在美洲遇上挫敗，都會使他開心得樂此不疲。福克斯對諾斯政府的大力抨擊，使得諾斯勳爵的支持者相當不滿，其中下院議員威廉·阿當斯更曾因此與福克斯進行決鬥。兩人的決鬥在1779年11月29日進行，結果福克斯被刺傷。

除此之外，福克斯亦因為對北美殖民地獨立的取態而與英皇喬治三世交惡，他作為鎮壓當地革命的主要參與者，使福克斯對他愈加憎惡。一方面，福克斯認為英皇決意挑戰國會權威，並干預自1688年光榮革命以來所建立的憲政體制，意圖在英國建立歐陸式的君主專制統治；但另一方面，喬治三世也把福克斯形容為賭徒浪子，並把「任何做人要重名聲、重誠信的原則拋諸腦後......卑劣得令人作嘔......離經叛道。」在1780年4月6日，約翰·鄧寧在下院動議「皇室的影響力不斷增強，而且還正在增強，有必要予以削弱。」其動議隨後以233票對215票獲得通過。福克斯事後以「光榮」來形容投票結果，並在4月24日發言表示：
|  | 現在的問題是，要麼讓美麗的架構（指憲政）維持，[儘管]自由……之血已經流出；要麼讓我們屈從於專制暴政，而它正好在國內有不少擁護者。 |

不過，福克斯事實上沒有在一開始參與鄧寧的動議辯論，相反，他當時在下院議事廳毗連的西敏堂主持大型的民眾集會，宣揚平等代表的信息。而這個時期的福克斯強硬地抗衡皇室影響力，亦使他與18世紀晚期興起的激進運動聯結在一起。在1780年6月，倫敦爆發戈登暴動，雖然福克斯對暴力事件予以譴責，但他卻高調表示「寧願讓暴民統治也不要接受正規軍隊管治」。未幾，福克斯在同年7月宣佈在下院大選尋求連任，並將出選人口稠密的西敏選區，結果在10月10日獲12,000票高票當選，一時間被輿論譽為「人民的人」（Man of the People）。

### 憲政危機

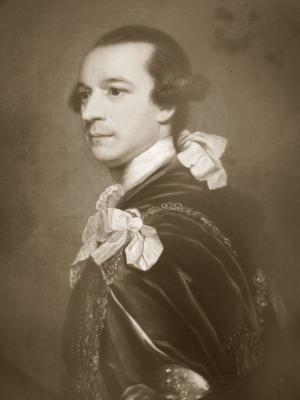
福克斯在羅金漢侯爵內閣出任英國歷史上首任外相。

在1782年3月，諾斯勳爵領導的政府終於因為英國在美國獨立戰爭中大敗而垮台，喬治三世轉而向輝格黨招手，尋求組閣的可能性。在得到謝爾本伯爵穿針引線下，福克斯所支持的羅金漢侯爵出任首相一職。不過，由於新政府並非由羅金漢主動牽頭成立，以致內閣大受皇室掣肘，其中，新政府將內閣的北方大臣及南方大臣重新改組為內政大臣及外交大臣兩職，並分別由代表皇室利益的謝爾本伯爵及主張制衡君權的福克斯出任，福克斯另外兼任下議院領袖，但兩方關係始終並不融洽。
福克斯一家一直與謝爾本存有嫌隙，後者本身是老皮特的支持者，福克斯先父曾相信自己在英、法兩國於1763年就七年戰爭媾和後仕途停滯，就是因謝爾本所致。而另一方面，雖說新置的外交大臣全權掌管外交政策，可是福克斯卻不滿謝爾本插手干預英、美在巴黎進行的和談；謝爾本同時又涉嫌私相授受，大灑金錢向同僚發放退休金，但由於福克斯曾在諾斯擔任首相期間抨擊過類似的問題，結果謝爾本的操守問題也拖累福克斯的支持度受影響。
不久以後，羅金漢宣佈承認前十三州殖民地獨立，但卻突然在7月1日卒故任內，結果喬治三世以謝爾本伯爵出任首相，而福克斯及其支持者遂拒絕在內閣供職，使得輝格黨出現分裂。儘管福克斯堅拒出仕於謝爾本政府，但他卻出乎意料地與諾斯勳爵走在同一陣線，試圖拖垮謝爾本政府。兩人在1783年2月14日組織聯盟，並宣稱聯盟是建基於「深厚的善意及互信」。然而，儘管福克斯在1770年代初曾短暫與諾斯合作過，但兩人卻彼此在美國獨立戰爭中視對方為頭號敵人，其中福克斯更多次極力譴責諾斯，使外界有輿論認為福克斯為了重返政府才不惜一切與諾斯修好。

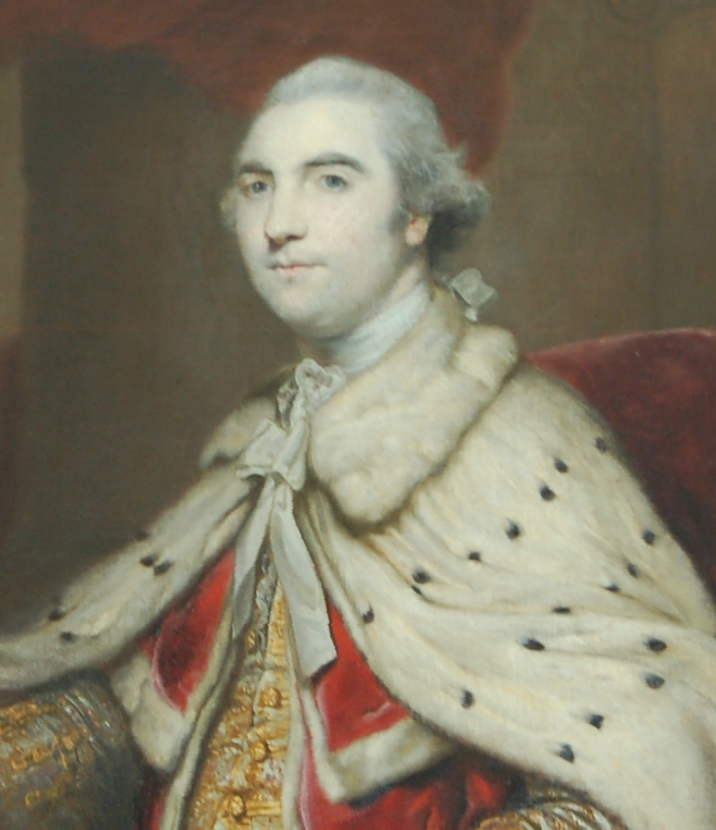
謝爾本伯爵

儘管喬治三世極力阻止，但在得到托利黨及以福克斯為首的輝格黨反對派支持下，他們在1783年4月2日在下院取得足夠優勢，成功使謝爾本政府垮台。這個「福克斯-諾斯聯盟」掌政後選擇由波特蘭公爵擔任首相，但大權則落在分別出任內政大臣的諾斯勳爵及外交大臣福克斯身上。而這次也是喬治三世自登位以來，首次沒有參與其中的組閣行動。
面對英國在美國獨立戰爭中大敗，再受福克斯與諾斯的組閣打擊，喬治三世曾一度心灰意冷而有意退位。但考慮到兒子威爾斯親王喬治生活不檢，嗜賭好色，而且寵信福克斯，一旦繼位將難以設想而瞬即打消退位念頭。此外，喬治三世還認定其子生活驕奢放蕩，也是拜福克斯的影響所致。

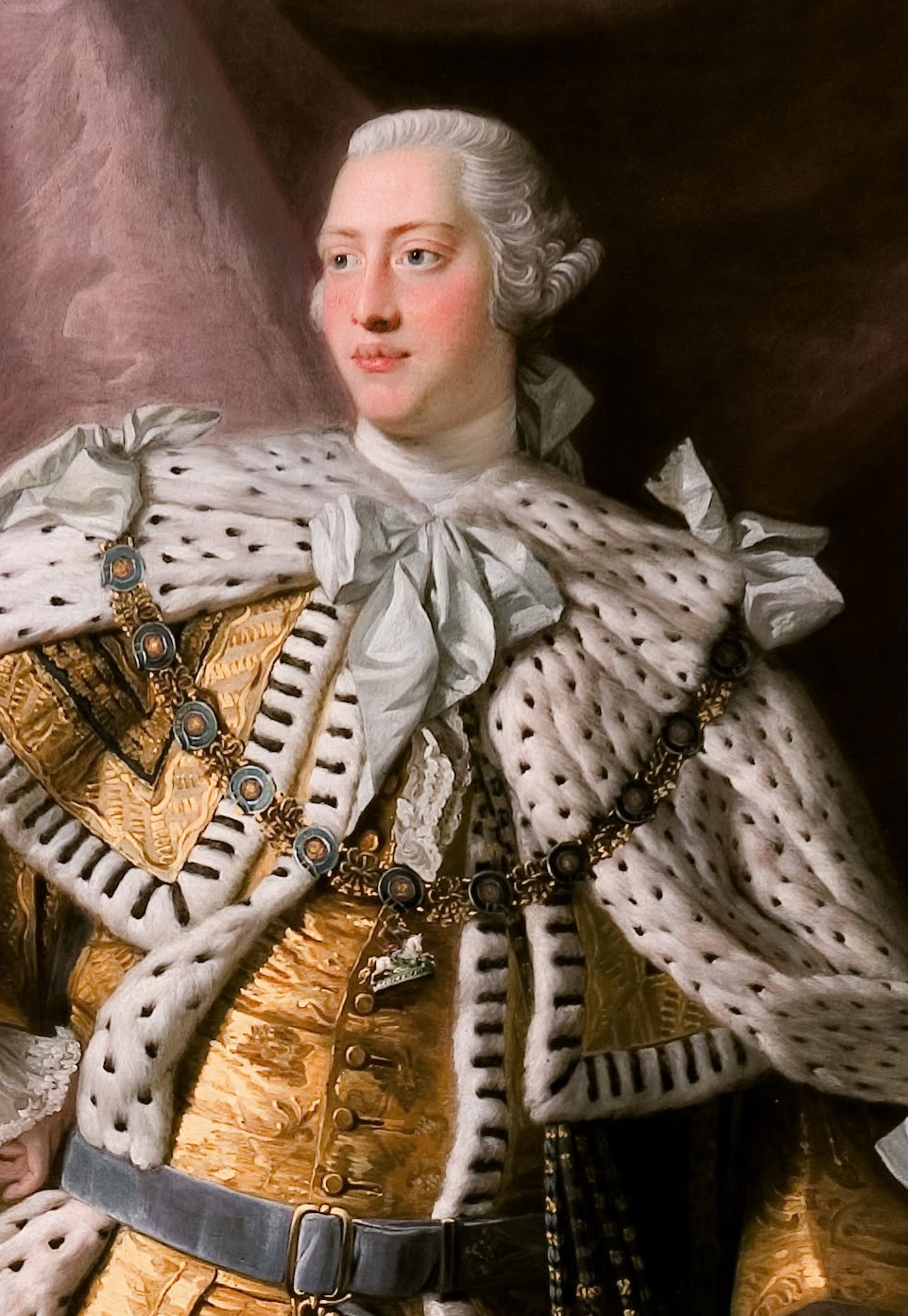
喬治三世對「福克斯-諾斯聯盟」的成立一直深表不滿，最終亦促成了聯盟領導的政府因《印度草案》而垮台。

不過喬治三世興幸的是，福克斯-諾斯聯盟的支持度沒多久就急劇下滑。首先是，福克斯不顧大部分同僚反對，建議政府每年撥款100,000英鎊生活費予威爾斯親王。這個建議不單令與兒子陷於不和的喬治三世相當不滿，外界也認為這樣做與謝爾本的私相授受沒有分別，質疑福克斯向來對經濟事務的重視只是虛有其表。到1783年11月，政府引入《東印度草案》，計劃將東印度公司及皇室對印度人事的任免權專移到一個新成立的委員會，委員會成員將由內閣任命，並只可由國會廢除。有關建議觸動不少既得利益者而招來反對，坊間有輿論更開始對福克斯大加抨擊，而且在政治漫畫中將他加以諷刺。
儘管《東印度草案》在下議院以153票對80票獲得通過，但喬治三世隨即通知上議院的貴族，警告誰投票通過草案，誰就是他的敵人。在喬治三世的恐嚇下，草案在1783年12月17日於上院以76票對95票被否決。草案否決後，喬治三世隨即在12月19日迫使波特蘭內閣垮台，並在得到19名上院貴族支持下，選擇以年僅24歲的威廉·皮特出任首相。由於福克斯與諾斯一派仍在下院佔有優勢，因此他們設法阻止皮特的政府能夠有效運作。在他們的帶領下，多項由皮特政府提出的議案遭到否決。這種亂局一直持續到1784年3月，喬治三世宣佈解散國會，舉行大選，結果皮特成功在下院取得足夠多數主導議會大局。
在1784年3月的大選中，福克斯所屬的西敏選區選戰相當激烈，而其緋聞情婦德文郡公爵夫人喬治亞娜也協助福克斯進行競選。雖然福克斯最後以些微票數險勝，但在得到皮特和喬治三世的支持下，一連串質疑選舉結果合法性的法律訴訟接踵而來，使選舉最終結果超過一年也未能公佈。迫於無奈下，福克斯唯有購買位於蘇格蘭的蒂茵自治市（Tain Burghs）「口袋選區」議席，才能繼續在下議院議事。在這個時期，福克斯逐漸認定喬治三世親手扼殺羅金漢-謝爾本政府及福克斯-諾斯政府，另外又故意解散對自己不利的國會，干預立法程序。至於皮特本身無財無勢，更使福克斯認定他僅僅是皇室的傀儡。雖然如此，自皮特出任首相後，皮特與喬治三世的民望節節抬升，相反福克斯逐漸被視為麻煩製造者，刻意挑戰憲政及君主的僅餘權力，而不少諷刺漫畫更將他描繪成奧利弗·克倫威爾、蓋伊·福克斯、馬基亞維利甚至是撒旦等等的負面形象。

### 在野生涯

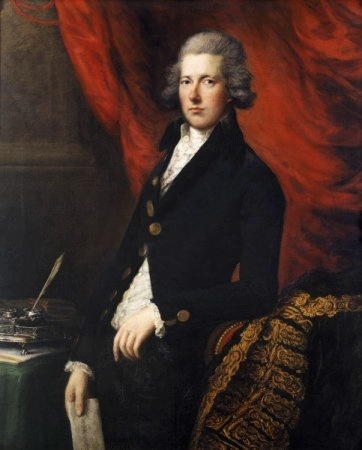
皮特任相約廿年。

皮特上任首相初期的其中一項首要政策，是在1785年向下議院提出改革國會，建議廢除36個「腐敗選區」（rotten borough），並將原有議席重新分配到倫敦及其他人口較多的郡，以加強國會及選舉的代表性。儘管福克斯支持有關的改革，但方案仍然以174票對248票被否決，而有關議會改革的議題一直要到十年後才再被提出。
在1787年，下院通過對涉嫌貪污及勒索的前孟加拉總督沃倫·黑斯廷斯（Warren Hastings）作出彈劾，並委任18人調查團對事件作出深入聆訊，其中福克斯與另外14名福克斯黨人都獲委入調查團。雖然調查團當時由埃德蒙·伯克主導，不過福克斯最初也對聆訊懷有相當興趣，因為假如聆訊能夠展示出黑斯廷斯與東印度公司在英屬印度的管治失當，將可以為「福克斯-諾斯聯盟」當年提出的《1784年印度草案》進行平反。另一方面，福克斯亦希望藉此置皮特於困境，皮特一方面擔心抨擊黑斯廷斯會令喬治三世及東印度公司的聲望受損，但如果公開為黑斯廷斯辯護卻又會招來普遍輿論及衛道人士如威廉·威伯福斯的批評，結果皮特在黑斯廷斯事件中只能夠含糊推諉。然而，隨著這種錯綜複雜的聆訊一直拖沓地進行，外界與福克斯對聆訊關注的熱潮亦漸漸減退。而在伯克的主持下，有關聆訊遲至1795年才告結束，黑斯廷斯則被裁定無罪。

### 攝政危機
1788年10月尾，喬治三世突然出現精神失常，從現代醫學角度出發，一般相信其病因是由家族遺傳的噗瑳症誘發，但當時的醫學界卻毫無頭緒。陷入失常以後，喬治三世曾將橡樹當成是普魯士國王，而更令人擔憂的是，他把皮特形容為「流氓」，但卻將福克斯說成是「朋友」。此後喬治三世遭到軟禁以便接受診治，而坊間更有流言指喬治三世是被福克斯落毒謀害。理由是喬治三世的失常，讓威爾斯親王喬治有機會進行攝政，從而趕喬治三世所信任的皮特政府下台，並改由其親信福克斯上台執政。

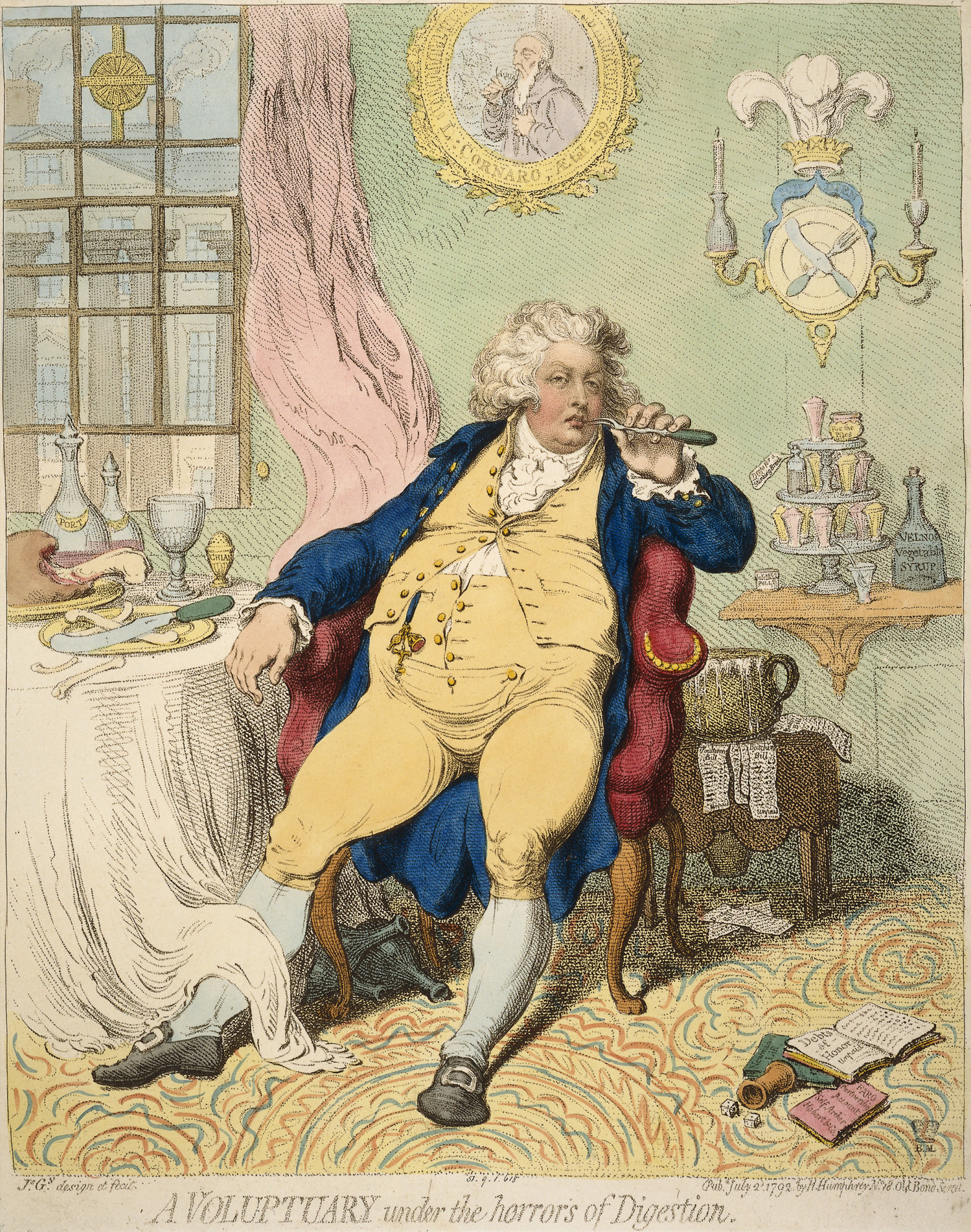
被諷刺漫畫描繪成好吃懶做的威爾斯親王喬治。

不過，事件發生之時，福克斯正身在意大利，以致未能聯絡上，而他在外地亦只有看馬報的習慣，所以也不能在第一時間知悉有關消息。三星期後，福克斯於1788年11月25日返回英倫，但因為旅途趕急而染上大病，未能即時作出回應。直到12月10日，福克斯在下院認為威爾斯親王有權立即成為攝政王，以代理君職，但皮特則加以反對，並表示威爾斯親王與任何一位英國人都有同等機會攝政，只不過威爾斯親王作為喬治三世的長子及皇位繼承人，才有較佳的條件進行攝政。由於當時國會具憲制權力決定由誰人攝政，使得兩派在議題上爭論不休。除了權力的爭鬥外，一方面福克斯認定喬治三世已經永久失常，因此從憲制角度出發，喬治三世已經算是死亡，任何人挑戰威爾斯親王的繼承資格，將等同干犯其財產擁有權及長子繼承權。可是，另一方面，皮特卻相信喬治三世僅僅是短暫性的失常，因此認為喬治三世只是暫不在位，皇位絕非出缺。
正當福克斯期待威爾斯親王出任攝政王，並著手草擬自己的內閣閣員名單之際，皮特仍堅持先就攝政的先例及在憲制上的角色進行詳細的討論，以確立出相關的法律理據，另外他還草擬《攝政草案》以便讓兩院通過。在草擬條文的過程中，皮特又加入大量限制，以大大削弱攝政王的權力（有關草案後來成為1811年攝政的基礎）。《攝政草案》在1789年2月12日獲下院通過，並送交上院表決。但正當上院準備通過草案的前夕，卻傳出喬治三世回復正常的消息。喬治三世很快就恢復神智，並從新管控國家，聖保羅大教堂隨後更在4月23日為喬治三世的康復舉行感恩崇拜，不過其子威爾斯親王出任攝政王，以及福克斯出任首相的希望，卻由此破滅。

### 法國大革命
在1789年，法國爆發大革命，波旁王朝被推翻，福克斯對此表示歡迎，並將之解讀成歐洲大陸模仿英國1688年的光榮革命。在回應當年7月14日於巴黎發生的攻佔巴士底獄事件時，福克斯更曾形容「這是多麼偉大的事件，在世上前所未有，多麼美妙！」在1791年4月，福克斯復在下院發言，表示「仰慕法國的新憲法，而整個看來，更是自由最了不起和輝煌的標記......」然而，福克斯卻對一些輝格黨老黨友的論調感到意外，其中埃德蒙·伯克曾在其著作《法國大革命反思》中評論，擔心當地革命是一場反對傳統與正當權威的暴力叛亂，並由一些脫離現實的烏托邦思想及抽象概念所誘發，最終有可能會演變成無政府狀態，甚而是獨裁政權。福克斯看過該書後，直言內容「層次拙劣」及「支持托利黨觀點」，但為了顧全與伯克的友誼而沒有再加以批評，相反，一些更激進的輝格黨人如理查德·布林斯利·谢里丹卻因此與伯克決裂。

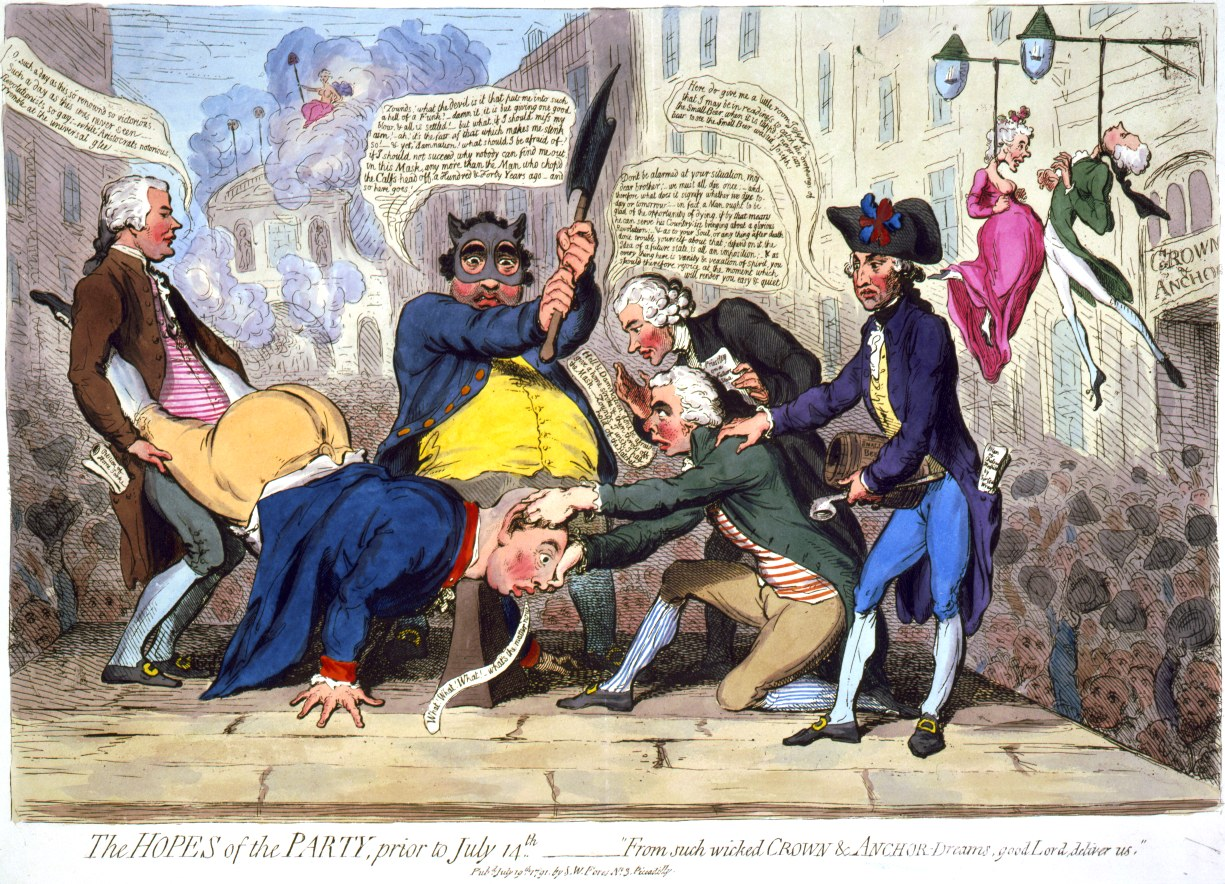
漫畫中的福克斯舉起斧頭，模仿法國大革命，準備將喬治三世斬頭。

儘管政治形勢不穩，這時福克斯轉移他的視線，提出要求廢除不公平的《測驗法案》及《公司法案》，以停止剝削英格蘭非國教徒（English Dissenters）的自由。在1790年3月2日，他在下院發表了一篇長而具說服力的演說，對宗教迫害加以抨擊，但皮特卻以維護聖公會及社會秩序為理由，反對廢除有關法案。至於伯克卻因為對法國的激進起義仍猶有餘悸，所以在辯論中支持皮特一方，並將非國教徒（Nonconformists）形容為信奉「持危險和搞派別原則的人」。福克斯對伯克的取態頗感失望，並回應指他「奇怪地遺棄舊日所持的原則......將自己填滿不幸和羞恥......」最終福克斯的動議以105票對294票遭到否決。未幾，福克斯成功地支持《1791年羅馬天主教解脫法案》通過，擴大了英國天主教徒的權利。

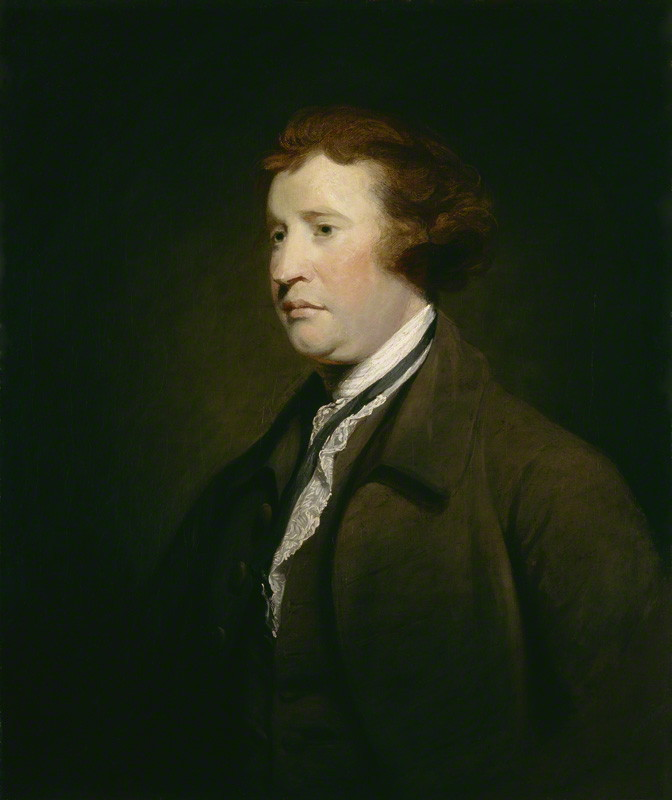
埃德蒙·伯克曾是福克斯在議會的盟友。

踏入1791年，西班牙及俄羅斯對英國的威脅開始與日俱增，比法國大革命的威脅還要迫切。面對這種局勢，福克斯反對皮特政府在英、西努特卡灣爭端（Nootka Sound Crisis）以及俄羅斯佔領鄂圖曼帝國位於黑海的奧恰基夫港口一事上所持的好戰立場。相反，他促成兩件爭端和平解決，並因此深得凱薩琳大帝的賞識。凱薩琳還下令打造一尊福克斯的半身像，放到西塞羅及狄摩西尼象之間，成為她其中一件藏品。在4月18日，福克斯又聯同威廉·威伯福士、皮特及伯克等人，在下院支持廢除奴隸貿易，但儘管他們慷慨陳詞，反對廢奴的票數仍然要多75票，使動議被否決。
無可奈何的是，福克斯與伯克對法國大革命的立場迥異，最終促成兩人關係決裂。在1791年5月6日，正當下院討論有關加拿大政府的草案時，伯克戲劇性地從座位站起，並走對議會另一方，坐到皮特的旁邊。雖然伯克的倒戈獲得一些保守輝格黨員追隨，但他與福克斯長達四分之一世紀的友誼卻從此決裂，而且從沒有修復過來。一直到1797年臨終前，伯克仍寧願向妻子表示拒見福克斯，也不願與他修好。

### 「皮特恐怖統治」
雖然法國大革命後來演成戰爭，繼而變成鎮壓及恐怖統治，但福克斯仍繼續為革命辯護。在1792年以後，法國的發展令福克斯多少感到沮喪，他在巴黎的不少朋友如比隆公爵（Duc de Biron）更相繼被送上斷頭台，可是福克斯始終堅信舊時的君主專制政體對自由構成更大的威脅，強調革命是兩害取其輕的決定，並再三批評昔日專制君主對革命的鎮壓。他辯稱，路易十六與貴族一同妄用《1791年憲法》，才會招致他們不幸的下場；至於歐陸貴族王室專制國家組成第一次反法同盟，他亦認為會激化法國國內出現深切的全國危機，迫使政府絕望地採用血腥手段作出回應。當福克斯後來知悉皮特與喬治三世雙雙決定加入反法同盟後，他沒有感到驚訝，但就對他們加以責難，並批評兩人在曠日持久的法國大革命戰爭中大灑金錢，勞民傷財。他在1795年一封致姪兒霍蘭勳爵的書信中寫到：
|  | 和平是法國、意大利、西班牙、德國以至是全世界的願望，唯獨大不列顛卻在加以阻撓。大不列顛並不是為了任何榮耀或利益，而是僅僅擔心一個偉大及強大的共和國，會成為現代世界的楷模。 |

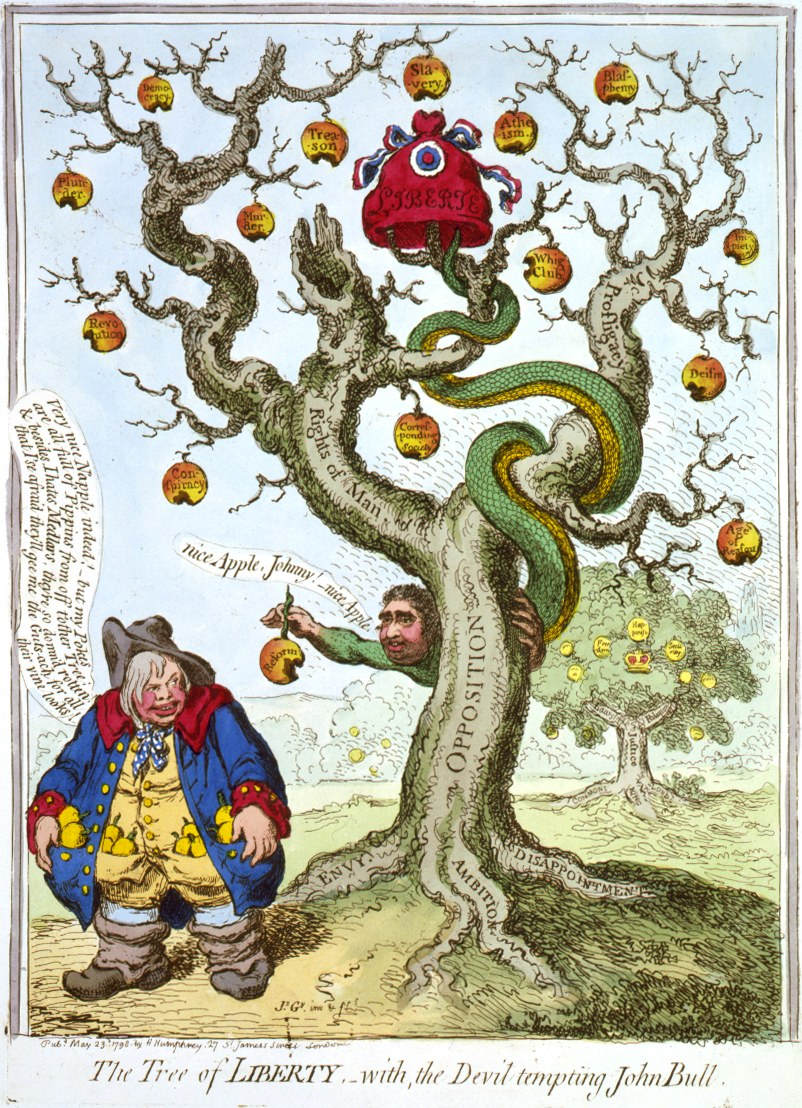
福克斯在漫畫化身毒蛇撒旦，引誘約翰牛吃掉自由之樹的腐爛果實。

不過頗諷刺的是，正當福克斯在英國被不少人譴責為雅各賓黨的叛徒時，在英倫海峽的另一方，法國人在1798年也制定一份英國人放逐名單，好讓法國他日攻佔英倫後，將一些英國的眼中釘流放，而福克斯亦榜上有名。根據名單所述，福克斯其實是一個「虛假的愛國者；經常在演講中侮辱法國人民，當中尤以1786年間為甚。」而根據一位傳記作家解釋到，這是因為福克斯從不會忠心於國家、民族，他只會對海內外與自己抱相同理念的人表示忠誠。不過，福克斯的激進立場很快就令他不少支持者感到過分極端，在1794年7月以後，他的不少輝格黨老黨友如波特蘭公爵、菲茨威廉伯爵和卡萊爾伯爵等等也因為懼怕法國大革命，而相繼離開福克斯，轉投皮特的陣營。對於他們轉投陣營，福克斯曾表示難以想像他們會這樣「羞辱」自己。然而，失去了他們的支持以後，福克斯在國會的勢力不斷縮減，在下院只剩下大約50名支持者，難以有效與皮特政府抗衡。
雖然如此，福克斯依舊在1790年代堅持挑戰皮特政府所制定一系列高壓的戰時立法工作。在這個被坊間頗誇張地稱為「皮特恐怖統治」（Pitt's Terror）的時期中，福克斯唯一的成功是在1792年促使國會通過《誹謗法案》，有關法案擴大了陪審團的權力，使陪審團除了可決定疑犯是否有罪外，還重新從法官手上獲得權力，去決定誹謗是否屬實。歷史學家爱德华·帕尔默·汤普森曾就此讚揚福克斯，形容他「為平民百姓作出偉大貢獻，使法案在輿論轉而支持高壓的前夕及時通過」。可是，法案雖然在5月21日獲國會通過，但政府在同日卻發出一項皇家公告明令禁止公眾撰寫煽動性文章，而在此後的兩年時間中，政府更就多宗誹謗案提出訴訟，案件數量比隨後數年的誹謗案總和還要多。

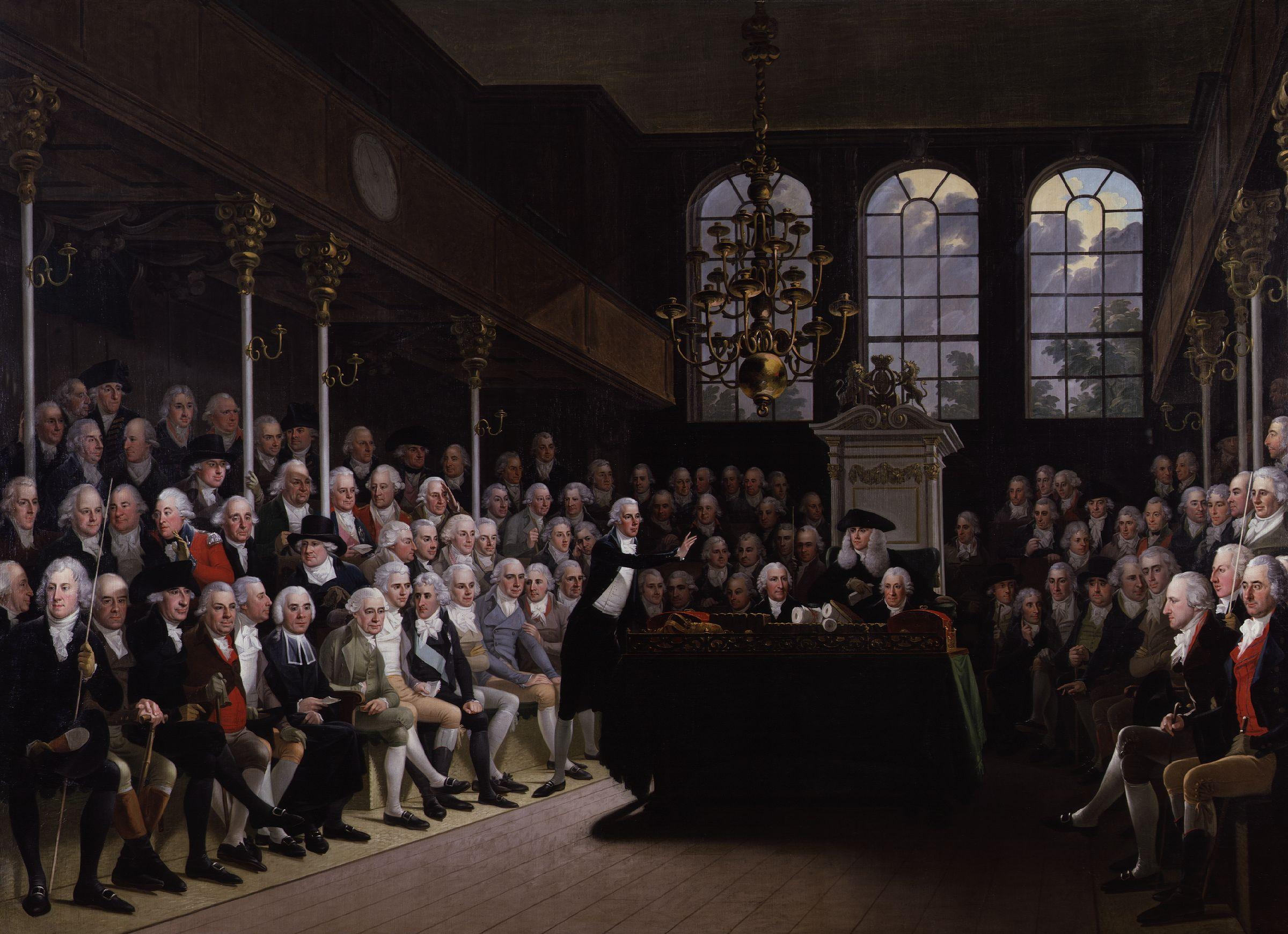
皮特（站立者）在下院主導辯論的情形。

在1793年12月13日，福克斯在下院致謝動議辯論中對英皇致辭作出回應及批評，但英皇致辭以290票對50票獲大比數通過。此後，福克斯又對多項戰時政策大表反對，其中包括反對讓黑森雇傭兵（Hessian troops）駐防英倫，反對聘用法國前朝的保皇黨人士到英軍服務，以及堅決反對皮特在1794年中止人身保護令，但最後都無功而還。面對這種情況，他曾就此在下院憤然批評到：
|  | 我們沒有征服恐懼，但卻征服了憲法。 |

在1795年，喬治三世的馬車在馬路上被人襲擊，皮特遂借機通過兩條不受歡迎的法案。第一條是《1795年煽動性集會法案》，內容禁止50人以上的集會在未經申請下進行；至於另一條是《叛國性行為法案》，內容大大擴闊了叛國的法律詮釋，其中對憲法作任何形式的抨擊都可被處以流放七年。為阻止有關法案的通過，福克斯曾在下院發言不下十次。他宣稱按照有關法案的原則，皮特在1785年曾建議改革國會，那麼他在十年前也應被流放。福克斯指出，「最有效維持憲法的安全方法，是讓人民對國會本身持續及嚴謹地保持警覺。因此，集會聚眾去討論公眾事務不單只是合法，而且是值得讚賞。」此外他還向下院警告：
|  | 如果你壓下諫言及扼殺批評，你將再沒有選擇，換來的只會是武力、暴力。 |

雖然國會最後通過了兩條法案，但福克斯卻在事件中獲得大量支持。國內亦有民眾發起不少請願運動聲援福克斯，在1795年11月16日，福克斯更在一個有兩、三萬人的集會就兩條法案發言，一時間大受支持。不過，這些支持始終沒法扭轉政府的高壓政策，沒多久以後，福克斯黨人甚至不再對下議院抱有寄望，並開始抨擊這個由皮特主導的議會欠代表性。

### 浮沉政海

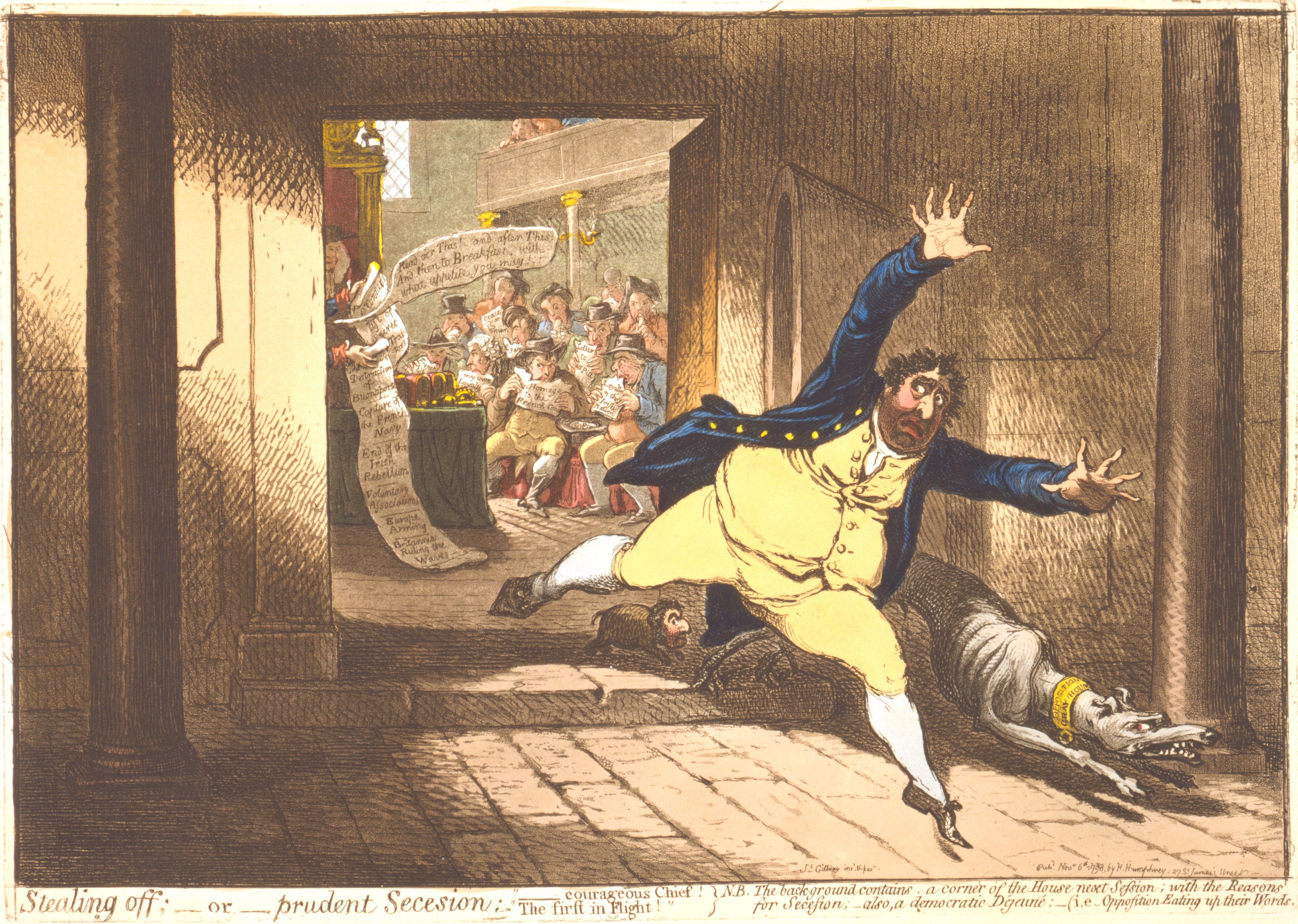
福克斯雖然在後期是逐漸退下火線，但這幅1798年的漫畫卻將他畫成從下院逃走的模樣。

踏入1797年5月，隨著皮特帶領英國對法國作戰，不論是國會還是在坊間，皮特都取得了普遍的支持，民望相當高企。相反，此時福克斯的支持度不斷萎縮，下院的福克斯黨人數目由以往1780年代不下於90人，持續減少到1794年的大約55人，到現在更只有大約25人，而不少福克斯黨人亦有意在1797年退出下院。至於福克斯本身也漸少出席下院辯論，平時主要待在其妻子位於薩里郡的家中。福克斯在那裡遠離西敏的煩囂，或多或少為他的身心帶來寧靜。不過在薩里郡的福克斯仍不忘為他的早期主張辯護，並說到：「這裡非常舒適，讓我可反思自己有多堅決反對這場戰爭，而這場戰爭所產生的痛苦不幸似乎是沒有盡頭的。」
英、法兩國在1802年3月簽署《亞眠和約》後，福克斯與不少英國遊客一樣，跨過英倫海峽，遊歷法國，看看當地在大革命後變成甚麼光景。福克斯與他的隨員在當年7月20日至11月17日出遊法國，但全程就受到英國使館人員的監視。在巴黎，他與他的妻子伊麗莎伯·阿米斯德（Elizabeth Armistead）自結婚七年以來首次一同出席公開場合，在倫敦引起不少轟動；另一方面，福克斯曾三次與拿破崙舉行會面。在會面中，雖然福克斯儘力表現出自己對法國的支持，但兩人仍就新聞自由及派駐常規軍隊的危險等議題進行辯論。福克斯認為，拿破崙透過軍事政變奪取政權「是一個很壞的開始......這手法頗令人感到可憎」，不過，他相信法國的領導人為了鞏固政權及重建虛弱的國家，是會衷心渴求和平的。可是，福克斯的想法並不正確，在1805年，法國先後在烏爾姆戰役及奧斯特里茨戰役取得重大勝利，福克斯事後評論到，指「這當然令人感到意外，但與我所預料的也差不『太多』。」

### 臨終一年

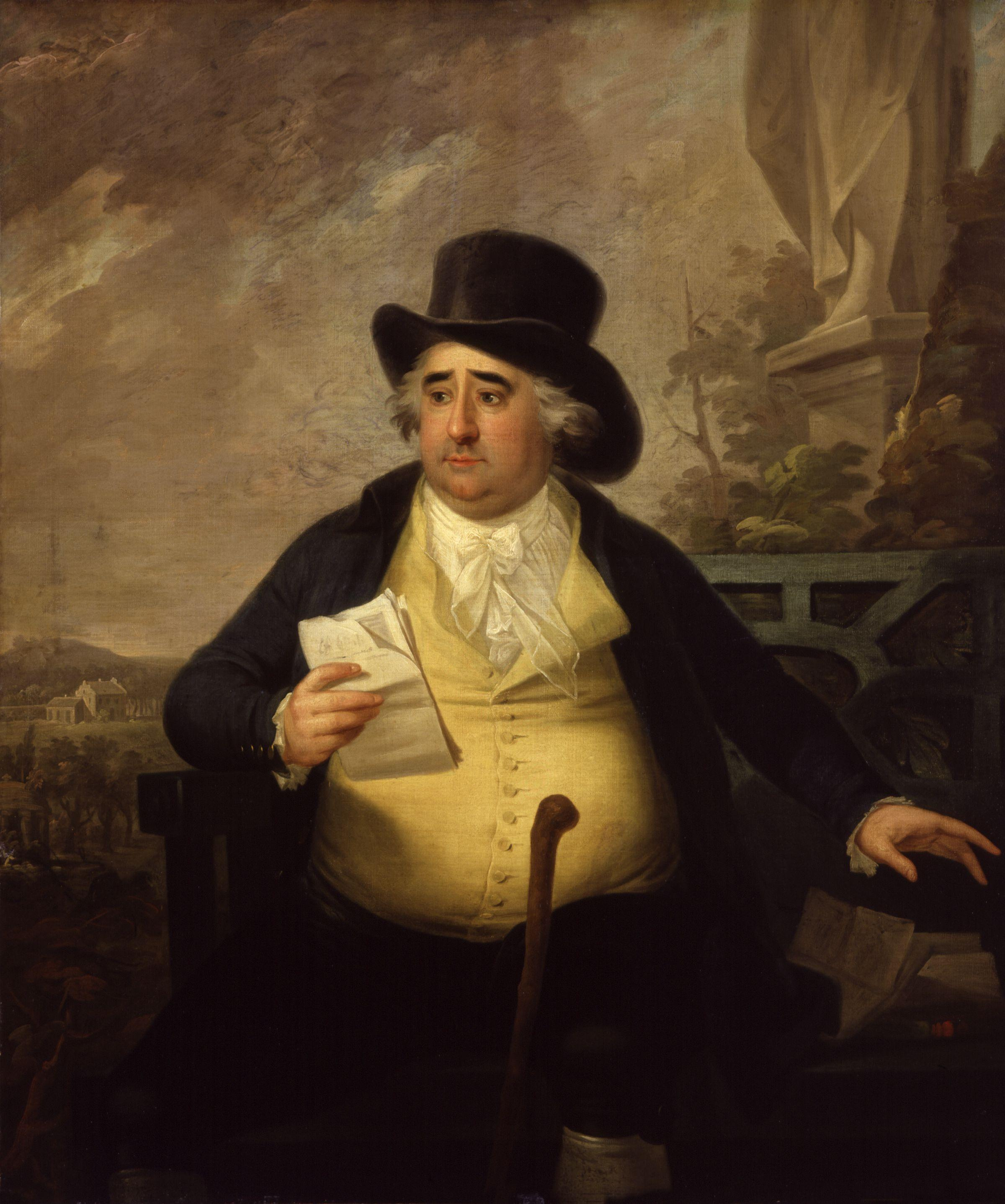
步入中年以後的福克斯。

自從皮特在1801年2月辭任首相以後，福克斯有限度地重新投入英國政壇。雖然他支持繼任首相亨利·阿丁頓與法國簽署《亞眠和約》，但他並不支持阿丁頓政府，並視他只不過是繼皮特以後，喬治三世的另一傀儡。福克斯在下院不願與皮特黨人為伍，因此傾向於支持主張天主教解放的格倫維爾黨人派系。數年以後，皮特在1804年再度出任首相，但卻在1806年1月23日死於任內。這時的福克斯已幾乎成為碩果僅存的政壇元老，而他亦不再被拒諸於內閣門外。格倫維爾在皮特身後繼任首相，並組織所謂的「賢能內閣」，以招攬其支持者、阿丁頓的支持者及福克斯黨人入閣組成聯合政府，其中福克斯接受了邀請，在1806年2月7日第三度出任外交大臣一職。雖然這個壽命短促的政府未能促成天主教解放，亦未能與法國媾和，但福克斯在任內卻有一個重大成就，就是促成國會在1807年通過廢除奴隸貿易。福克斯在奴隸貿易正式廢除前就已經作古，但他卻在1806年春天見證了《海外奴隸草案》的通過，有關草案內容禁止英籍人士參與與敵國殖民地進行的奴隸貿易，由此成功將英國港口的奴隸貿易額大幅減少三分之二。

在1806年6月10日，福克斯就全面廢除奴隸貿易一事向國會提出決議，表示到：「本院認為，非洲奴隸貿易與司法、人道及施政合理的原則對立。本院將透過一切可行的考察，採納有效的方法向全面廢除上述貿易邁進......」結果獲下院以114票對15票通過，而上院亦在同年6月25日通過動議。福克斯曾表示到：
|  | 在今晚，這條動議所要達成的目標，其重要性和必要性鉅大得令我留下極深刻的印象。在過去40年本人榮幸在國會擁有議席，如果本人非常有幸能夠將之達成，單單這一件事，我想我會已經做得很足夠，可以從此安心從公眾場合退下來，並會因為自己履行了職責而自覺滿意。 |

### 任內卒故

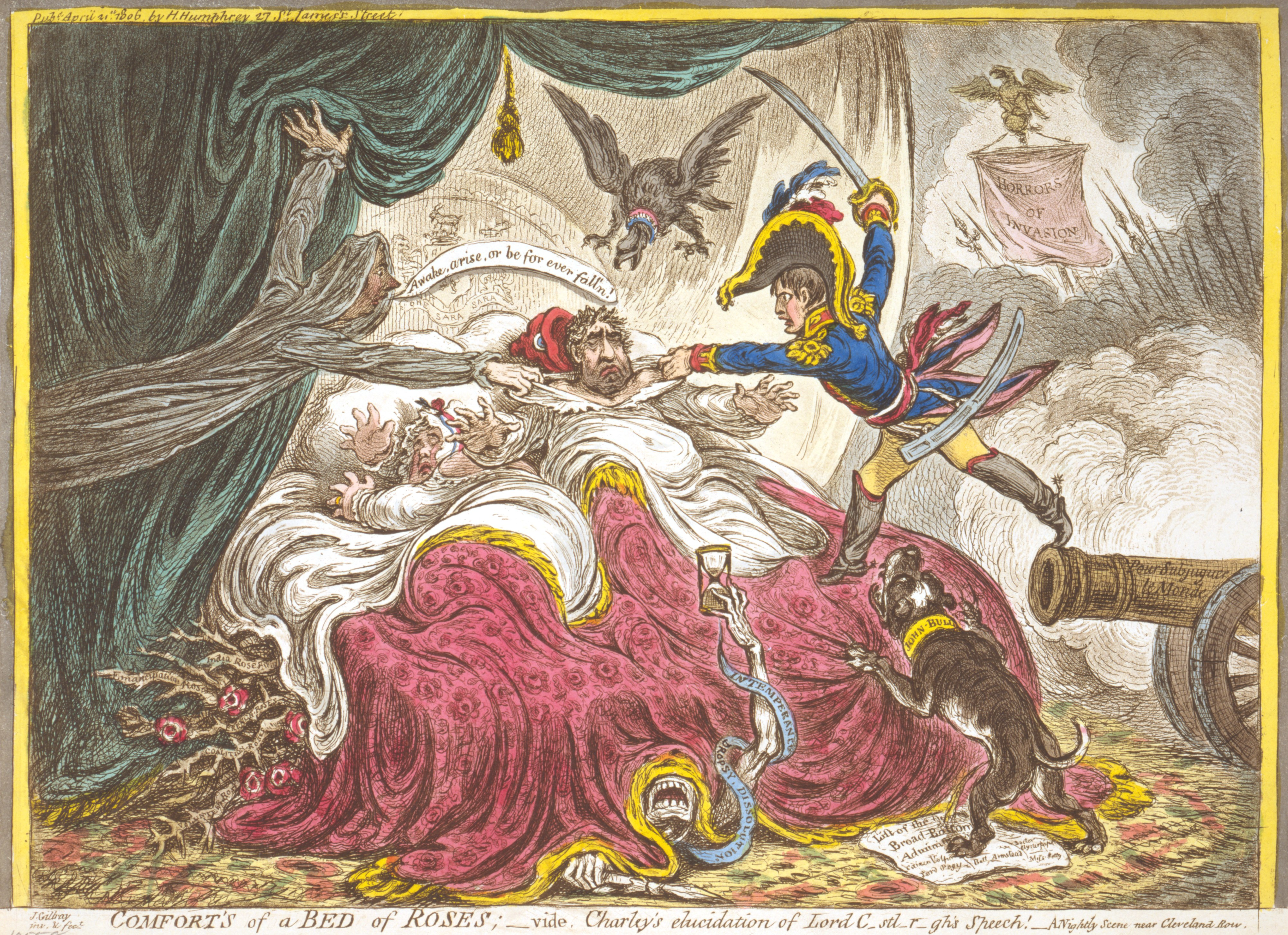
一幅描繪福克斯時日無多的漫畫。

福克斯在任外相期間亦嘗試與法國重新展開和談，但並不成功。到1806年6月，他的健康開始出現問題，並出現水腫的病徵，接受治療過後也沒有改善。福克斯在6月10日於下院就廢除奴隸一事發言後，由於病情惡化，此後再也沒有回到下院，因此當日成為他最後一次的發言。
在1806年9月13日，福克斯因病在波特蘭公爵位於倫敦西部的奇西克府（Chiswick House）卒於任內，終年57歲。他的去世與皮特前後不過八個月，距離出任外相亦僅七個月。其後的驗屍發現，福克斯除了有肝硬化外，還有35顆膽石，在腹部更有七品脫的透明液體。福克斯身後遺下了10,000英鎊債務，最後由熱心的公眾人士清還，不過比起皮特的40,000英鎊債務，福克斯的情況已算是好得多。雖然福克斯生前希望能夠葬在家鄉附近的薩里郡徹特西（Chertsey），但在國人的要求下，他的葬禮卻在1806年10月10日於倫敦西敏寺舉行，並葬於西敏寺內，旁邊正好是他的多年政敵皮特。福克斯安葬當日正是他1780年首次當選西敏選區下院議員的26周年紀念，不同於皮特，福克斯的葬禮原本以私人形式進行，但由於各方致悼者眾，場面亦不亞於皮特安葬當日。

## 個人生活
雖然在福克斯生活的時代，上流社會普遍過著糜爛的生活，但他的私生活卻特別以不檢點及聲名狼藉聞名。福克斯除了經常毫無節制地過著浪蕩及酗酒的生活外，他還相當沉迷賭博。早在1772年至1774年期間，福克斯因賭博而欠下猶太人大筆債務，其父親在1774年臨終前更要為他清還120,000英鎊的欠款，金額相當於現代的1,100萬英鎊。除了父親外，福克斯甚至要向其姪兒借錢，並把他奉為「彌賽亞第二」。在周轉不靈下，福克斯曾先後在1781年及1784年兩度破產，他的債主甚至曾上門充公他的家具變賣。他的財政狀況在當時更成為坊間茶餘飯後的暢談話題。
至於外表方面，福克斯膚色較黑，頭髮毛茸茸的，體態肥胖，但初出生時父親曾形容他瘦得像隻猴子。福克斯的臉龐呈圓形，再加上惹人注面的濃密黑眼眉，也使他在輝格黨中被稱為「眼眉人」（The Eyebrow）。福克斯步入中年以後變得衣衫襤褸和肥胖，但他在年輕時其實相當時髦，其中他在年輕時的「馬可羅尼款式」（Maccaroni）打扮，在當時更為不少愛好歐陸風尚的富家子弟競相仿傚。此外，福克斯愛好騎馬、步行、網球和木球，但就後者而言，他的急性子和體重使他經常在三柱門中被截殺。
福克斯是英國18世紀晚期最常被諷刺漫畫嘲笑和醜化的人物之一，其中著名諷刺漫畫家詹姆士·吉爾雷就經常將他繪畫成一名老套的雅各賓黨惡棍；至於喬治三世就視福克斯欠缺道德，而且還影響他的長子變得墮落腐化；而18世紀晚期興起的基督教福音傳道人與中產階級也對他的過分行為不敢恭維。不過，福克斯對別人的批評大多不以為然，他本人甚至有習慣收集以自己為題材的諷刺漫畫。福克斯的朋友卡萊爾伯爵就曾形容到，由於「這個世界[對一個人的]尊敬是不易改變的，所以別人對他的看法怎麼樣，他都毫無感覺可言。在公眾面前，他從來不會壓制任何一個人的想法，甚而不會淡化每人的措辭。」當然，特別在1794年以後，福克斯變得只願聆聽自己圈子的朋友和支持者的意見，拒絕接納其他人的看法，這成為了他的一大錯誤。
另一方面，儘管倫敦士紳當時多有包養情婦的習慣，但福克斯亦因為特別沉迷女色而名聲不佳。在大約1784年至1785年間，福克斯與交際花伊麗莎伯·阿米斯德墮入愛河，而阿米斯德正是威爾斯親王的前度情婦。兩人在1795年9月28日於亨廷頓郡的懷頓（Wyton）舉行私人儀式完婚，但這段婚姻一直遲至1802年10月才公之於世。因為阿米斯德的背景關係，她從來沒有被上流社會所正式接納。福克斯晚年減少出席國會辯論，而多花時間待在阿米斯德位於薩里郡徹特西附近，名為聖安妮山（St. Ann's Hill）的鄉郊別墅。在那裡，得到阿米斯德的照料下，福克斯粗野的性格漸漸產生改變，他開始樂意花時間與妻子一同讀書、在花園休憩、出遊附近郊野，以及款待朋友等等。在福克斯最後的日子裡面，一向多疑的他為了取悅妻子，而讓她在床邊誦讀聖經。福克斯與阿米斯德無子無女，在他身故後，阿米斯德多活了約36年，至1842年7月8日以91歲之齡去世。

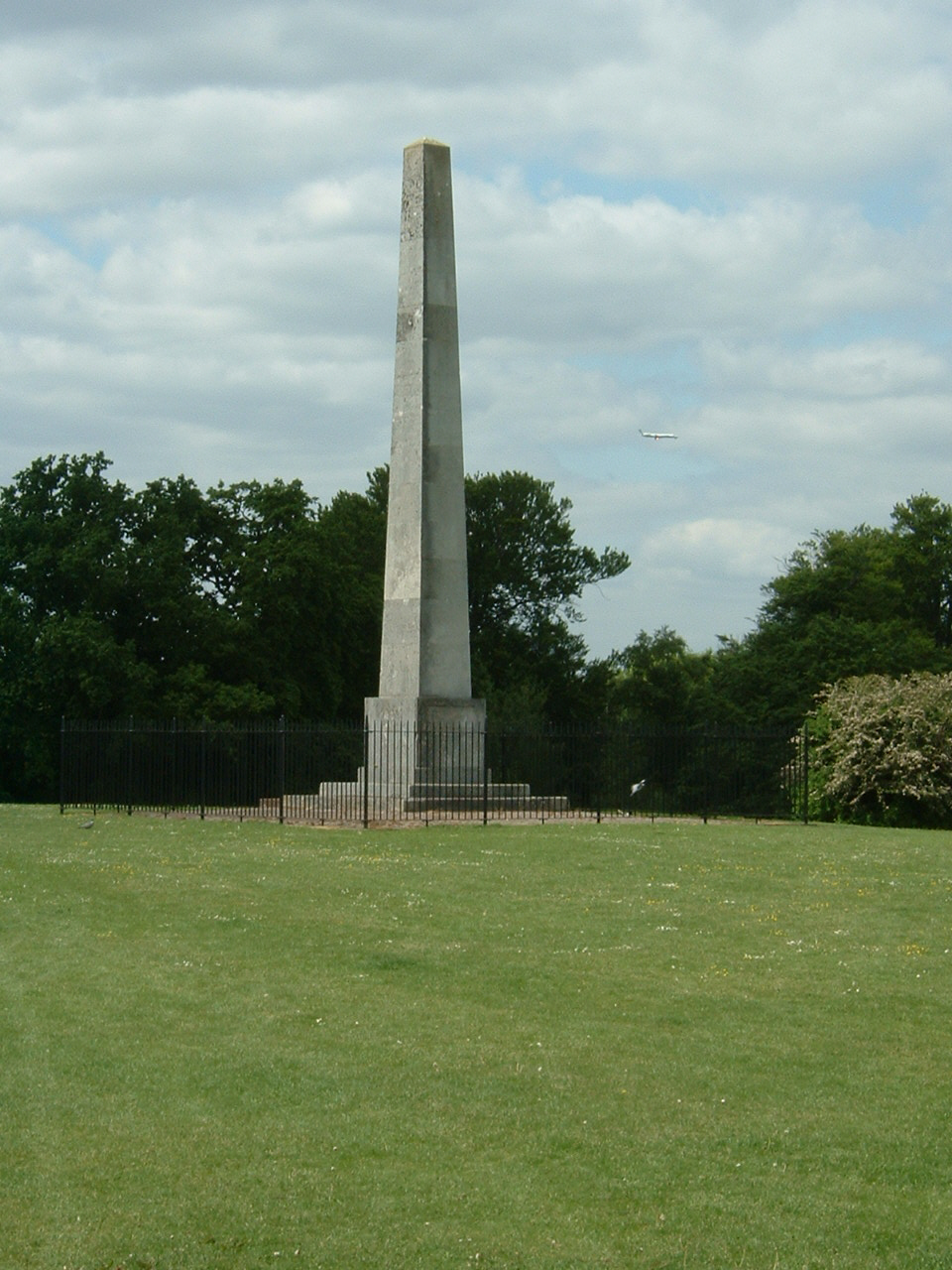
位於修咸頓梅菲爾德公園內的一座福克斯紀念塔。

福克斯雖在婚姻中沒有子女，但卻有私生子女。至少可肯定的是，福克斯擁有一名私生女名哈莉特·威洛比（Harriet Willoughby），生於1781年8月；此外他還有至少一名叫亨利（Henry）的私生子。有說亨利在1774年出生，在1804年2月去世，但也有說他在福克斯死後數年逝世，年僅15歲。據了解，亨利又聾又啞，福克斯要以手語跟他溝通，其缺陷亦使他相當痛心。此外，福克斯可能還有一名叫羅伯特·史蒂芬（Robert Stephen）的私生子，但消息未能得到證實。
儘管福克斯的私生活令他備受抨擊，但歷史上福克斯卻多被評為一位和藹可親的人物。托利黨才子喬治·奧古斯塔·塞爾溫（George Augustus Selwyn，1719年－1791年）曾寫到，「我曾與他度過了兩晚，沒有人比他更讓人感到快樂，更重要的是他當中毫無虛偽做作。」至於愛德華·吉本也為福克斯辯護到，指出其實世上「可能沒有人[比他更]能完完全全地免除狠毒、虛榮和謊言所玷污」。對於福克斯自己而言「友誼是世上唯一真正的快樂。」而政治則只是他由紐馬基特（Newmarket）和布魯克斯（Brook's）到西敏消遣的延伸。福克斯本身其實對行使權力不感興趣，並對政策的細節（尤其是經濟政策）感到沉悶乏味，相反，對於一些好像伯克對沃倫·黑斯廷斯的聆訊，又或者皮特在英、法對戰期間所進行的檢控行動，則大大引起了福克斯的興趣。此外，追隨福克斯的福克斯黨人（Foxites）可算是他「機智而缺德的」（the witty and wicked）追隨者，同時也是朋友和政治上的盟友。但誠然，福克斯慷慨大方的天性（也受父親早年溺愛所影響），使他成為一位頗為無力的政黨領袖，經常不願去管束或哄騙他那些難以駕馭的支持者，而對於黨內的年輕一輩就更難管束。也許，如果要更進一步了解福克斯的受歡迎程度，可以看看福克斯所屬於布魯克斯紳士會所。在福克斯三次少有地出任外相的期間，這所輝格黨會所的會費收益往往會大幅減少，原因是沒有了福克斯，會所隨即缺少了一大娛樂。

## 後世影響

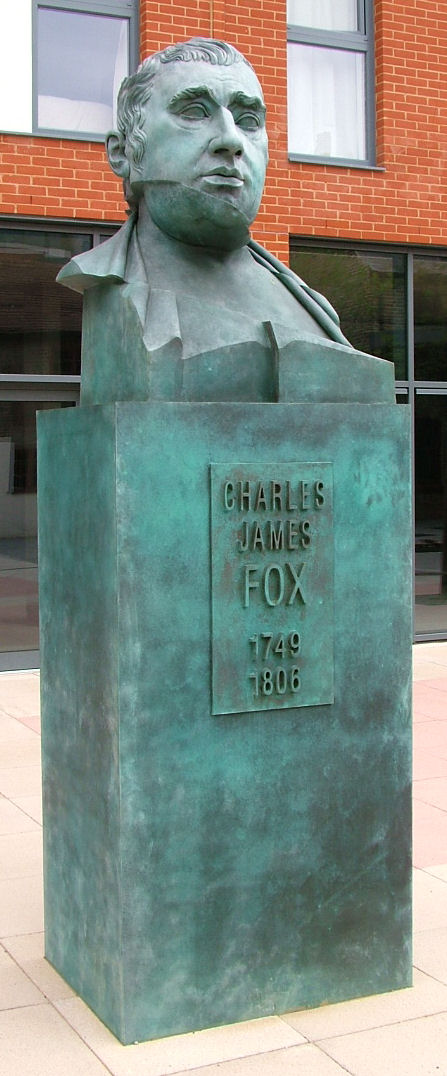
位於徹特西的福克斯青銅像。

比起他的對手皮特，福克斯或多或少是位較少後人記得的歷史及政治人物，不過在18世紀初期的輝格黨中，福克斯其實是差不多被奉若神明的，雖然這某義上是因為後人出於善意地想掩飾他的私生活，以及在議會改革上模稜兩可的立場。不過明顯地，特別在1794年以後，「福克斯黨人」一詞其實已蓋過了「輝格黨人」一詞，被坊間用來形容議會內反對皮特的陣營，可見福克斯在輝格黨內深具重要地位。從多方面看，英國國會自法國大革命後所建立的「皮特-福克斯」分野，亦為後來的「保守黨-自由黨」分野的意識形狀奠定基礎。福克斯與皮特兩位傳奇性的政治及演講對手雙雙為英國議會史寫下重要一頁，一直到超過半世紀後的格萊斯頓及迪斯雷利兩人才能夠與他們匹配。而即使是皮特本人也不得不承認福克斯的才華，例如在1790年的時候，法國的米拉波伯爵（Comte de Mirabeau）與皮特會面時談及福克斯，並對他加以诋毁，皮特隨即加以迴護，表示「你還沒有在魔法圈內見識過大師罷。」
正如格雷伯爵在1819年於泰恩河畔紐卡素舉行的「福克斯晚宴」問到：「試問有任何議題，不論是外交、內政，抑或是關係到憲法的一件最瑣碎事務，有哪一項不是會令人立即記起福克斯先生呢？」誠如格雷伯爵所言，福克斯的名字在19世紀初期多次在議會有關天主教解放及偉大改革法案的辯論中被支持者提及，而贝德福德公爵為了紀念福克斯，更特地在他位於沃本修道院的眾神廟內罷放福克斯半身像，讓他與其他輝格黨顯貴並列，此外，貝都福公爵也在1816年於倫敦的布盧姆斯伯里廣場樹立了一尊福克斯銅像。除他以後，18世紀初著名女演員薩拉·西登斯生前亦曾在睡房掛了一幅福克斯肖像以作紀念，而威爾斯親王在1811年宣誓為攝政王時，旁邊也放了一尊福克斯半身像紀念故友。至於在一些支持輝格黨的家庭中，人們曾喜愛收集福克斯的頭髮、語錄、甚至是在家中放置他的半身雕像。為紀念福克斯所作的貢獻，他的支持者在1790年於倫敦創立了福克斯會，並自1808年開始每年在他的冥壽舉行「福克斯晚宴」。根據紀錄，最後一次的「福克斯晚宴」在1907年於倫敦的布魯克斯舉行。
此外，為紀念福克斯對美國獨立的堅定支持，美國麻省的福克斯伯勒（Foxborough）就是以他命名。在福克斯的家鄉徹特西，當地人亦在2005年樹立了一座福克斯的青銅半身像，該像現時被放置在當地的火車站廣場。在福克斯的母校牛津大學赫特福德學院，修讀英文、歷史及羅曼語的學生每學期都會舉行一次晚宴，以紀念福克斯。

## 榮譽
- P.C. （1782年3月30日獲委任，1798年5月9日被驅逐，1806年2月5日再獲委任[52]）

## 部分著作
- A History of the Early Part of the Reign of James the Second, London : W. Miller, 1808.

（《詹姆士二世早年統治史》，倫敦：W. 米勒，1808年。）
註：為方便讀者，以上中文書名皆由維基編輯自行翻譯，絕不是指這些著作備有中文譯本，讀者亦不應視以上譯名為中文版書名。

## 祖先
| \| \| \| \| \| \| \| \| \| \| \| \| \| \| \| \| \| \| \| \| 8. 威廉·福克斯 \| \| \| \| \| \| \| \| \| \| \| \| \| \| \| \| \| \| \| \| \| \| \| \| \| \| \| \| \| \| \| \| \| \| \| \| \| \| \| \| \| \| \| \| \| \| \| \| \| \| \| \| \| \| 4. 史蒂芬·福克斯爵士 \| \| \| \| \| \| \| \| \| \| \| \| \| \| \| \| \| \| \| \| \| \| \| \| \| \| \| \| \| \| \| \| \| \| \| \| \| \| \| \| \| \| \| \| \| \| \| \| \| \| \| \| \| \| 9. 伊麗莎伯·柏維 \| \| \| \| \| \| \| \| \| \| \| \| \| \| \| \| \| \| \| \| \| \| \| \| \| \| \| \| \| \| \| \| \| \| \| \| \| \| \| \| \| \| \| \| \| \| \| \| \| \| \| \| \| \| 2. 亨利·福克斯，第一代霍蘭男爵 \| \| \| \| \| \| \| \| \| \| \| \| \| \| \| \| \| \| \| \| \| \| \| \| \| \| \| \| \| \| \| \| \| \| \| \| \| \| \| \| \| \| \| \| \| \| \| \| \| \| \| \| \| \| 10. 法蘭西斯·霍普牧師 \| \| \| \| \| \| \| \| \| \| \| \| \| \| \| \| \| \| \| \| \| \| \| \| \| \| \| \| \| \| \| \| \| \| \| \| \| \| \| \| \| \| \| \| \| \| \| \| \| \| \| \| \| \| 5. 克里斯蒂安娜·霍普 \| \| \| \| \| \| \| \| \| \| \| \| \| \| \| \| \| \| \| \| \| \| \| \| \| \| \| \| \| \| \| \| \| \| \| \| \| \| \| \| \| \| \| \| \| \| \| \| \| \| \| \| \| \| 11. 克里斯蒂安·帕弗里曼 \| \| \| \| \| \| \| \| \| \| \| \| \| \| \| \| \| \| \| \| \| \| \| \| \| \| \| \| \| \| \| \| \| \| \| \| \| \| \| \| \| \| \| \| \| \| \| \| \| \| \| \| \| \| 1. 查爾斯·詹姆士·福克斯 \| \| \| \| \| \| \| \| \| \| \| \| \| \| \| \| \| \| \| \| \| \| \| \| \| \| \| \| \| \| \| \| \| \| \| \| \| \| \| \| \| \| \| \| \| \| \| \| \| \| \| \| \| \| 12. 查爾斯·倫諾克斯，第一代里奇蒙及倫諾克斯公爵 \| \| \| \| \| \| \| \| \| \| \| \| \| \| \| \| \| \| \| \| \| \| \| \| \| \| \| \| \| \| \| \| \| \| \| \| \| \| \| \| \| \| \| \| \| \| \| \| \| \| \| \| \| \| 6. 查爾斯·倫諾克斯，第二代里奇蒙公爵 \| \| \| \| \| \| \| \| \| \| \| \| \| \| \| \| \| \| \| \| \| \| \| \| \| \| \| \| \| \| \| \| \| \| \| \| \| \| \| \| \| \| \| \| \| \| \| \| \| \| \| \| \| \| 13. 安妮·布倫德爾 \| \| \| \| \| \| \| \| \| \| \| \| \| \| \| \| \| \| \| \| \| \| \| \| \| \| \| \| \| \| \| \| \| \| \| \| \| \| \| \| \| \| \| \| \| \| \| \| \| \| \| \| \| \| 3. 卡羅琳·倫諾克斯女爵 \| \| \| \| \| \| \| \| \| \| \| \| \| \| \| \| \| \| \| \| \| \| \| \| \| \| \| \| \| \| \| \| \| \| \| \| \| \| \| \| \| \| \| \| \| \| \| \| \| \| \| \| \| \| 14. 威廉·卡多根，第一代卡多根伯爵 \| \| \| \| \| \| \| \| \| \| \| \| \| \| \| \| \| \| \| \| \| \| \| \| \| \| \| \| \| \| \| \| \| \| \| \| \| \| \| \| \| \| \| \| \| \| \| \| \| \| \| \| \| \| 7. 莎拉·卡多根女爵 \| \| \| \| \| \| \| \| \| \| \| \| \| \| \| \| \| \| \| \| \| \| \| \| \| \| \| \| \| \| \| \| \| \| \| \| \| \| \| \| \| \| \| \| \| \| \| \| \| \| \| \| \| \| 15. 瑪格麗特·塞西莉亞·蒙特 \| \| \| \| \| \| \| \| \| \| \| \| \| \| \| \| \| \| \| \| \| \| \| \| \| \| \| \| \| \| \| \| \| \| \| \| \| \| \| \| \| \| \| \| \| \| \| \| \| \| \| \| |                                                 |  |  |  |  |  |  |  |  |  |  |  |  |  |  |  |
| |                                                 |  |  |  |  |  |  |  |  |  |  |  |  |  |  |  |
| | 8. 威廉·福克斯                                  |  |  |  |  |  |  |  |  |  |  |  |  |  |  |  |
| |                                                 |  |  |  |  |  |  |  |  |  |  |  |  |  |  |  |
| |                                                 |  |  |  |  |  |  |  |  |  |  |  |  |  |  |  |
| | 4. 史蒂芬·福克斯爵士                            |  |  |  |  |  |  |  |  |  |  |  |  |  |  |  |
| |                                                 |  |  |  |  |  |  |  |  |  |  |  |  |  |  |  |
| |                                                 |  |  |  |  |  |  |  |  |  |  |  |  |  |  |  |
| | 9. 伊麗莎伯·柏維                                |  |  |  |  |  |  |  |  |  |  |  |  |  |  |  |
| |                                                 |  |  |  |  |  |  |  |  |  |  |  |  |  |  |  |
| |                                                 |  |  |  |  |  |  |  |  |  |  |  |  |  |  |  |
| | 2. 亨利·福克斯，第一代霍蘭男爵                  |  |  |  |  |  |  |  |  |  |  |  |  |  |  |  |
| |                                                 |  |  |  |  |  |  |  |  |  |  |  |  |  |  |  |
| |                                                 |  |  |  |  |  |  |  |  |  |  |  |  |  |  |  |
| | 10. 法蘭西斯·霍普牧師                           |  |  |  |  |  |  |  |  |  |  |  |  |  |  |  |
| |                                                 |  |  |  |  |  |  |  |  |  |  |  |  |  |  |  |
| |                                                 |  |  |  |  |  |  |  |  |  |  |  |  |  |  |  |
| | 5. 克里斯蒂安娜·霍普                            |  |  |  |  |  |  |  |  |  |  |  |  |  |  |  |
| |                                                 |  |  |  |  |  |  |  |  |  |  |  |  |  |  |  |
| |                                                 |  |  |  |  |  |  |  |  |  |  |  |  |  |  |  |
| | 11. 克里斯蒂安·帕弗里曼                         |  |  |  |  |  |  |  |  |  |  |  |  |  |  |  |
| |                                                 |  |  |  |  |  |  |  |  |  |  |  |  |  |  |  |
| |                                                 |  |  |  |  |  |  |  |  |  |  |  |  |  |  |  |
| | 1. 查爾斯·詹姆士·福克斯                         |  |  |  |  |  |  |  |  |  |  |  |  |  |  |  |
| |                                                 |  |  |  |  |  |  |  |  |  |  |  |  |  |  |  |
| |                                                 |  |  |  |  |  |  |  |  |  |  |  |  |  |  |  |
| | 12. 查爾斯·倫諾克斯，第一代里奇蒙及倫諾克斯公爵 |  |  |  |  |  |  |  |  |  |  |  |  |  |  |  |
| |                                                 |  |  |  |  |  |  |  |  |  |  |  |  |  |  |  |
| |                                                 |  |  |  |  |  |  |  |  |  |  |  |  |  |  |  |
| | 6. 查爾斯·倫諾克斯，第二代里奇蒙公爵            |  |  |  |  |  |  |  |  |  |  |  |  |  |  |  |
| |                                                 |  |  |  |  |  |  |  |  |  |  |  |  |  |  |  |
| |                                                 |  |  |  |  |  |  |  |  |  |  |  |  |  |  |  |
| | 13. 安妮·布倫德爾                               |  |  |  |  |  |  |  |  |  |  |  |  |  |  |  |
| |                                                 |  |  |  |  |  |  |  |  |  |  |  |  |  |  |  |
| |                                                 |  |  |  |  |  |  |  |  |  |  |  |  |  |  |  |
| | 3. 卡羅琳·倫諾克斯女爵                          |  |  |  |  |  |  |  |  |  |  |  |  |  |  |  |
| |                                                 |  |  |  |  |  |  |  |  |  |  |  |  |  |  |  |
| |                                                 |  |  |  |  |  |  |  |  |  |  |  |  |  |  |  |
| | 14. 威廉·卡多根，第一代卡多根伯爵               |  |  |  |  |  |  |  |  |  |  |  |  |  |  |  |
| |                                                 |  |  |  |  |  |  |  |  |  |  |  |  |  |  |  |
| |                                                 |  |  |  |  |  |  |  |  |  |  |  |  |  |  |  |
| | 7. 莎拉·卡多根女爵                              |  |  |  |  |  |  |  |  |  |  |  |  |  |  |  |
| |                                                 |  |  |  |  |  |  |  |  |  |  |  |  |  |  |  |
| |                                                 |  |  |  |  |  |  |  |  |  |  |  |  |  |  |  |
| | 15. 瑪格麗特·塞西莉亞·蒙特                      |  |  |  |  |  |  |  |  |  |  |  |  |  |  |  |
| |                                                 |  |  |  |  |  |  |  |  |  |  |  |  |  |  |  |
| |                                                 |  |  |  |  |  |  |  |  |  |  |  |  |  |  |  |

## 注腳
1. 1 2 3 4 5 6 7 8 9  Powell. . The Freeman, Vol. 46, No. 9. 1996.
2. 1 2 3 4 5 6 7 8 9 10 11 12 13 14 15 16 17 18 19 20 21 22 23 24 25 26 27 28 29 30 31 32 33  Mitchell. . The Oxford Dictionary of National Biography. 2007.
3. ↑  Reid 1969, p. 10
4. ↑  Mitchell 1992, p. 4
5. ↑  Reid 1969, p. 26
6. 1 2 3 4 5 6 7 8 9  "Charles James Fox", Encyclopædia Britannica, 1911.
7. ↑  Mitchell 1992, p. 27
8. ↑  Reid 1969, p. 108
9. ↑  Reid 1969, p. 109
10. ↑  Thompson 1963, p. 78
11. ↑  Reid 1969, p. 137
12. ↑  Pares 1953, p. 120
13. ↑  Reid 1969, p. 171
14. ↑  Mitchell 1992, p. 88
15. ↑  Reid 1969, p. 190
16. ↑  Reid 1969, p.206
17. ↑  Mitchell 1992, p. 75
18. ↑  Mitchell 1992, p. 73
19. ↑  Reid 1969, p. 214
20. ↑  Mitchell 1992, p. 76
21. ↑  Mitchell 1992, p. 77
22. ↑  Mitchell 1992, p. 78
23. 1 2  Mitchell 1992, p. 80
24. ↑  Mitchell 1992, p. 232
25. ↑  Mitchell 1992, p. 82
26. ↑  Reid 1969, p. 266
27. ↑  Mitchell 1992, p. 113
28. ↑  Reid 1969, p. 262
29. ↑  Reid 1969, p. 267
30. ↑  Reid 1969, p. 269
31. ↑  Mitchell 1992, p. 124
32. ↑  Mitchell 1992, p. 162
33. ↑  Mitchell 1992, p. 159
34. ↑  Mitchell 1992, p. 136
35. ↑  Thompson 1963, p. 135
36. ↑  Mitchell 1992, p. 132
37. ↑  Mitchell 1992, p. 133
38. 1 2 3  Mitchell 1992, p. 140
39. ↑  Watson 1960, p. 360
40. 1 2  Mitchell 1992, p. 141
41. ↑  Mitchell 1992, p. 146
42. ↑  Mitchell 1992, p. 166
43. ↑  Mitchell 1992, p. 218
44. ↑  Mitchell 1992, p. 101
45. ↑  Mitchell 1992, p. 14
46. ↑  Mitchell 1992, p. 179
47. 1 2  Mitchell 1992, p. 264
48. ↑  Mitchell 1992, p. 12
49. ↑  布魯克斯是倫敦一紳士會所的名稱
50. ↑  Mitchell 1992, p. 265
51. ↑  Reid 1969, p. 268
52. ↑  在1798年，福克斯在一個輝格黨晚宴上祝酒，並說道「向我們的君主－－人民乾杯」，結果被禠奪樞密院顧問官身份